# Smiths Dock Company
Smiths Dock Company, abgekürzt meist einfach Smiths Dock, manchmal auch Smith’s genannt, war ein britisches Schiffbauunternehmen, das besonders für den Entwurf der  Flower-Klasse-Korvetten bekannt wurde.

## Geschichte

### Anfangszeit
Die Unternehmensgeschichte begann 1810, als Thomas Smith die William Rowe’s Werft in St. Peter’s bei Newcastle upon Tyne und in William Smith & Co. umbenannte. 1851 wurde ein Dockbetrieb in North Shields eröffnet. Eines der ersten Schiffe der Werft war die Termagent im Jahr 1852. 1891 änderte man die Firmierung in Smith’s Dock Co.

### South Bank bis zum Ersten Weltkrieg
Bekannt wurde die Werft in South Bank, Middlesbrough am Südufer des Flusses Tees in North East England, wo sie 1907 den Betrieb aufnahm.
Schon 1909 wurde der Betrieb in North Shields geschlossen und das Geschäft am Tees auf einen Betrieb konzentriert. 1910 wurde der erste Saugbagger, die Priestman, abgeliefert, gefolgt von etwa 20 kleinen Trawlern und anderen Fischereifahrzeugen, einem Walfänger, zwei Schleppern, zwei Bargen und drei Küstenschiffen. Im Folgejahr entstanden 55 kleine Trawler, Walfänger sowie andere Fischereifahrzeuge und es wurde mit der Fertigung von Schiffsmotoren begonnen. Bis zum Ersten Weltkrieg wurden mit den außerdem noch produzierten Minensuchern 160 Fahrzeuge gebaut.

### Erster bis Zweiter Weltkrieg
Zwischen 1920 und 1922 begann man im Schiffbau neben dem Nieten auch das Lichtbogenschweißen zu verwenden. Bis in die 1930er Jahre entstanden überwiegend Walfänger, Colliers, Trampschiffe und Frachter für den Liniendienst. Im Jahr 1925 übernahm Smiths die traditionsreiche Werft Ropner Shipbuilding. Obwohl in der heraufziehenden Weltwirtschaftskrise noch einige Aufträge im Orderbuch der Werft standen, wurde die Ropner Werft 1931 geschlossen und im schlechtesten Jahr 1932 nur noch ein einziger Motortrawler bei Smiths vom Stapel gelassen. 1937 wurden die alten Dockanlagen der Smiths Dock Company an John Readhead and Sons verkauft. Ab 1938 konzentrierte man sich auf den Bau großer Tanker.
Auf der Basis des Rumpfs des Walfängers Southern Pride, entwarf und baute Smiths Dock ab 1939 in Zusammenarbeit mit der Royal Navy die verhältnismäßig einfach und preiswert herzustellende Korvette der Flower-Klasse. 19 Flower-Klasse-Korvetten folgten bei Smiths Dock, über 200 weitere von anderen Werften in Großbritannien und Kanada. 
Smiths Dock stellte jedoch während des Zweiten Weltkriegs als erste Lieferung an die Royal Navy für norwegische Rechnung in Bau befindliche Walfänger als Küstenpatrouillenboote der Lake-Klasse fertig, bevor 19 Einheiten der Flower-Klasse, welche als U-Boot-Abwehr-Geleitschiffe bekannt wurden, und eine größere Anzahl von der Admiralität requirierter Trawler zu bewaffneten Trawlern für den Royal Naval Patrol Service hergestellt wurden. Bekannt wurden hier die HMT Amethyst und insbesondere die HMT Arab, auf der Lt. Richard Been Stannard seine Meriten für die Verleihung des Victoria-Kreuz erwarb. 
Vier der Flower-Korvetten wurden für die französische Marine begonnen. 1940 kamen eine Reihe von Werftarbeitern ums Leben, als die französische Korvette La Bastiase bei ihrer ersten Probefahrt durch Minentreffer auf See verloren ging. Weitere sechs waren von den Franzosen bestellt worden, deren Aufträge die Royal Navy nach der Kapitulation Frankreichs 1940 wie die drei unfertigen Boote übernahm. Im selben Jahr wurde auf der Werft auch ein letzter Kistenöltransporter gebaut.
Mit der Fregatte HMS Rother der River-Klasse wurde im April 1942 die erste größere Flotteneinheit fertiggestellt. Im September 1943 folgte dann die erste Korvette der Castle-Klasse und im Oktober 1944 mit der HMS Loch Eck auch noch die erste Fregatte der Loch-Klasse der Werft.

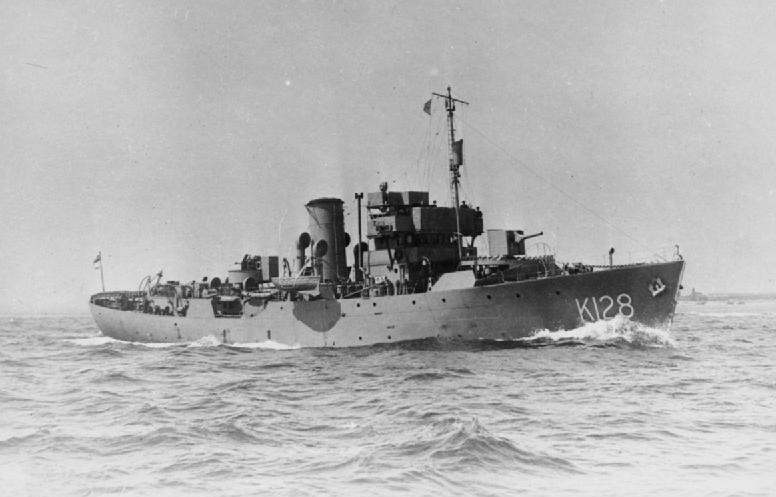
Die Korvette HMS Samphire der Flower-Klasse
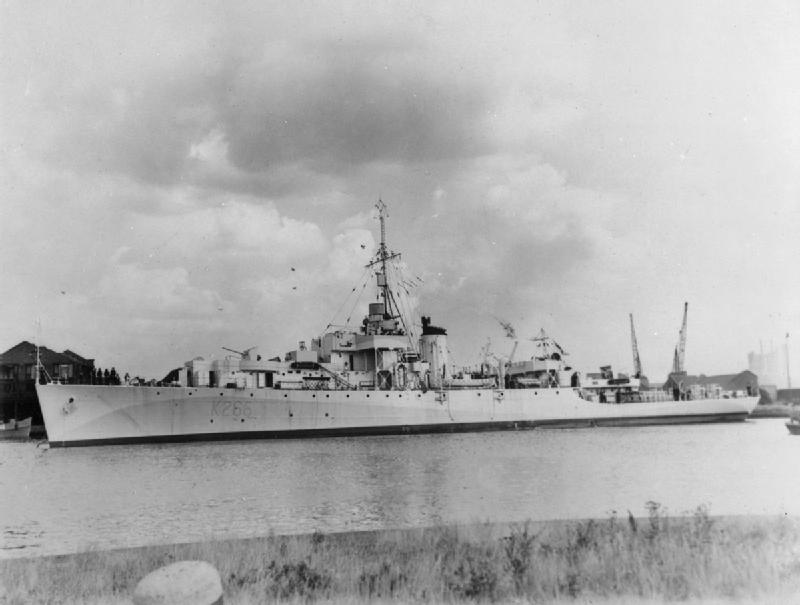
HMS Fal der River-Klasse
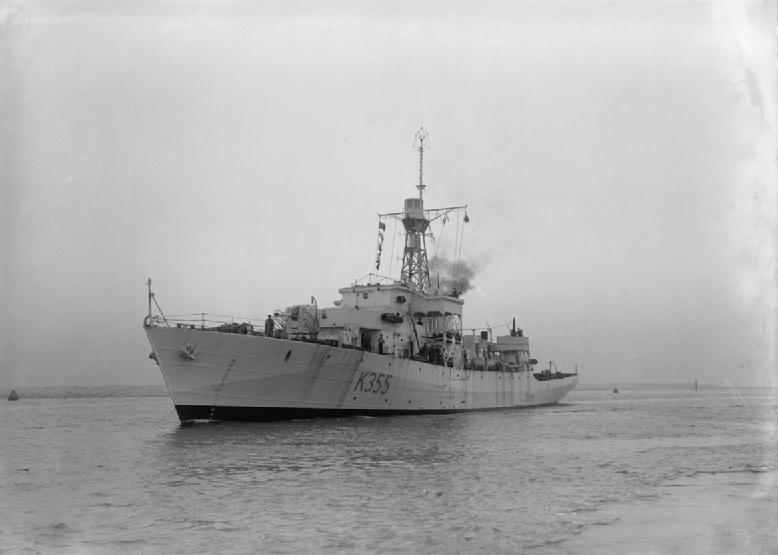
HMS Hadleigh Castle der Castle-Klasse
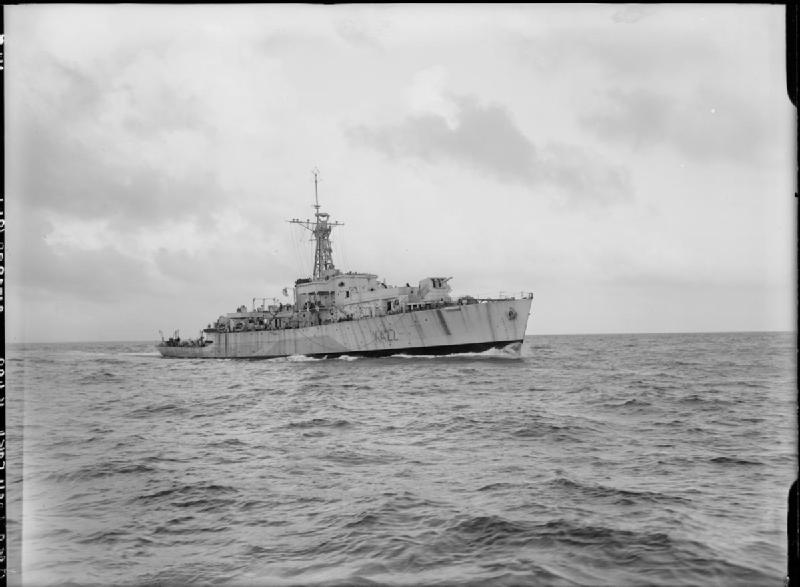
HMS Loch Eck der Loch-Klasse

### Nachkriegszeit bis zur Schließung
In den Nachkriegsjahren 1946 bis 1962 entstanden 41 Tanker bei Smiths Dock. Aber auch Walfänger wurden wieder gebaut und Korvetten der Flower-Klasse zu Walfängern umgebaut. 1965 wurden einige Bohrinseln umgebaut, wobei sich die Plattform Ocean Prince durch Starkwind losriss und bei ihrem Vertreiben über zwei Meilen einige Tanker beschädigte und Hochspannungsleitungen abriss. Im Jahr 1966 schloss man Smith’s Dock mit Swan Hunter & Wigham Richardson zu Associated Shipbuilders zusammen, aus denen im selben Jahr die Swan Hunter Group hervorging.
In den 1970er Jahren entstanden 15 Frachter mit Kühleinrichtungen, darunter eine Reihe von Lizenzbauten des norwegischen Typ Drammen. Am 1. Juli 1977 wurde die Werft in die staatliche British Shipbuilders Corporation eingegliedert. Unter der Ägide von British Shipbuilders hatte Smiths Dock große Probleme mit Fehlfunktionen technischer Einrichtungen an Bord, der Nichteinhaltung vereinbarter Mindestgeschwindigkeiten und verspäteter Ablieferung von Neubauten, was in einigen Fällen zur Nichtabnahme der Schiffe führte. Die 1980er Jahre standen wieder im Focus der Konstruktion großer Tanker und Fruchtschiffe, sowie einiger Standardfrachter des Typs SD-14. Die Ausnahme war der aufwändige Bau der British Argyll, welche als Bohrinselversorger, Ankerzieh- und Taucherbasisfahrzeug eingesetzt werden konnte. Der reguläre Betrieb wurde 1987 geschlossen. Das Trockendock blieb aber in Betrieb und die ehemalige Werft wird vereinzelt noch von Nordseeölfirmen genutzt.

## Trivia
Smith’s Docks bekanntestes Erzeugnis, die Flower-Klasse-Korvette, wurde 1952 im Film Der große Atlantik verewigt.